# Edge of Tomorrow
Edge of Tomorrow är en amerikansk action-science fiction-film från 2014, i regi av Doug Liman. Filmen är baserad på den japanska lättromanen All You Need is Kill av Hiroshi Sakurazaka. I huvudrollerna medverkar Tom Cruise och Emily Blunt. Rättigheterna till romanen köptes i slutet av 2009, och inspelning påbörjades i slutet av 2012.
Filmen hade världspremiär den 28 maj 2014, inklusive i Storbritannien, där den hade officiell biopremiär på en av Londons IMAX-filmbiografer, London IMAX. Den 30 maj 2014 hade filmen brittisk publikpremiär. En vecka senare, den 5 juni 2014, hade filmen svensk biopremiär samt dagen efter amerikansk premiär. Många filmrecensenter har gett Edge of Tomorrow positiva recensioner.

## Handling
Jorden har invaderats av mystiska oslagbara utomjordingar, och kriget mot dem har inte gått så bra. Men efter att sergeant Rita Vrataski en gång vann över utomjordingarna under ett slag i Verdun är människorna säkra på att de ska kunna besegra utomjordingarna en gång för alla. En styrka ska invadera Frankrike (i samma stil som Dagen D, dvs. landstigningen i Normandie) för att möta utomjordingarna i en sista strid.
Den brittiska generalen Brigham vill att den amerikanska majoren William "Bill" Cage ska närvara under invasionen av Frankrike. När Cage vägrar, eftersom han aldrig har tjänstgjort på fältet förut, arresteras han för olydnad och blir slagen medvetslös. När Cage vaknar upp har han förts till London-Heathrows flygplats, som nu är en militärbas, och general Brigham har förfalskat Cages uppgifter och fått det att verka som att han bara är en menig. Cage förs till J-gruppen under ledning av fanjunkare Farell.
Invasionen av Frankrike går ganska dåligt, det blir ett riktigt blodbad och Cage, som inte är tränad för något sådant här, dör i princip direkt. Men innan Cage dör lyckas han döda en annorlunda utomjording och hans blod blandas med utomjordingens blod. Cage vaknar sedan upp som från en mardröm och finner sig själv tillbaka på Heathrow-flygplatsen före invasionen. Cage har nämligen hamnat i en tidsloop, och nu tvingas han gå igenom samma dag och samma strid om och om igen varje gång han dör, och det kommer att förbli så ända tills Cage vinner striden. Den enda som kan hjälpa Cage att vinna striden och slippa ur den här tidsloopen är Rita Vrataski, eftersom hon själv också hamnade i en tidsloop under slaget mot utomjordingarna i Verdun.

## Rollista (i urval)
| Tom Cruise       | – Major William "Bill" Cage         |
| Emily Blunt      | – Sergeant Rita Vrataski            |
| Bill Paxton      | – Fanjunkare Farell                 |
| Brendan Gleeson  | – General Brigham                   |
| Noah Taylor      | – Dr. Noah Carter                   |
| Kick Gurry       | – Griff                             |
| Dragomir Mrsic   | – Kuntz                             |
| Charlotte Riley  | – Nance                             |
| Jonas Armstrong  | – Skinner                           |
| Franz Drameh     | – Ford                              |
| Masayoshi Haneda | – Takeda                            |
| Tony Way         | – Kimmel                            |
| Lara Pulver      | – Karen Lord                        |
| Jeremy Piven     | – Överste Walter Marx (okrediterad) |

## Produktion
Edge of Tomorrow producerades av Warner Bros., i samarbete med det australiska filmbolaget Village Roadshow Pictures, samt deltagande från de amerikanska filmbolagen 3 Arts Entertainment och Viz Productions. Filmen kostade sammanlagt $178 miljoner att producera. Filmen regisserades av Doug Liman baserad på ett manuskript, bearbetad från den japanska lightnovellen All You Need is Kill av Hiroshi Sakurazaka. Den publicerades 2004 och 3 Arts Entertainment skaffade behörighet till novellen 2009. Istället för att skapa en pitch till ett omfattande filmbolag, som skulle köpa manuskriptet och inleda med att skriva och producera en allmän filmadaption, beslutade filmbolaget för att sammanställa ett spekulativt manuskript samt visa filmbolagen. Manusförfattaren Dante Harper slutförde ett manuskript och i april 2010 såldes det till Warner Bros. för $3 miljoner. Senare i augusti samma år, anlitade studion Doug Liman för att regissera filmen.
Tidigt i början av 2011 uppdaterades manuskriptet för att förbättra den tredje filmakten, med anledning av att Warner Bros. tyckte den var för svag. Filmbolaget hade i början tänkt att Brad Pitt skulle spela en av huvudrollerna, innan valet föll på Tom Cruise. Manuskriptet bearbetades ytterligare av den brittiske manusförfattaren Joby Harold, och huvudrollsinnehavarens ålder ändrades efter Cruises ålder. I december 2011 bekräftade Cruise att han skulle medverka i filmen. I april 2012 inledde Emily Blunt förhandlingar för att spela mot Cruise.
Sex månader innan inspelningen kunde påbörjas, tog Liman bort ungefär två tredjedelar av Harpers ursprungliga manuskript. Istället anlitades de brittiska manusförfattarna Jez Butterworth och John-Henry Butterworth för att skriva om manuskriptet. Den brittiskfödde amerikanske manusförfattaren Simon Kinberg tog över från bröderna Butterworth. Åtta veckor innan filminspelningen kunde startas, blev han dock ersatt av Christopher McQuarrie. Manuskriptet hade ännu inte fått en tillfredsställande avslutning, vilket oroade producenterna och studiocheferna till att påbörja inspelningen utan ett slut.

### Inspelning
Filmproduktion inleddes vid Warner Bros.-filmstudion i Leavesden nära London. Warner Bros. hade införskaffat Leavesden som en permanent filmstudioplats efter att ha tidigare hyrt utrymme där för produktion av Harry Potter-filmerna. Trots att Liman ursprungligen inte ville ha en strandkuliss konstruerad, bestämde sig Warner Bros. ändå för att skapa en vid studioplatsen. Den var avsedd för stridsscenerna och för att påminna om kuststriderna under Andra världskriget, som Invasionen av Normandie och Slaget vid Dunkirk. Filmning började vid Leavesden den 1 oktober 2012. Liman "krävde en fullständig ominspelning av allt som hade spelats in den första dagen", vilket oroade filmproducenterna. Inspelning på strandskulissen var planerad att äga rum i två veckor, men förlängdes med ungefär tre månader, på grund av vad Los Angeles Times beskrev som "Regissörens självbeskrivna verkstadige inspelningsstil". Den 24 november 2012 spelades scener in i Trafalgar Square i London. Torget stängdes ner för allmänheten, och stridsvagnar medfördes för att spela in vissa actionscener. En före detta armébas i byn Barton Stacey i Hampshire, England användes även som inspelningsplats i två veckor.